# 瞇眼

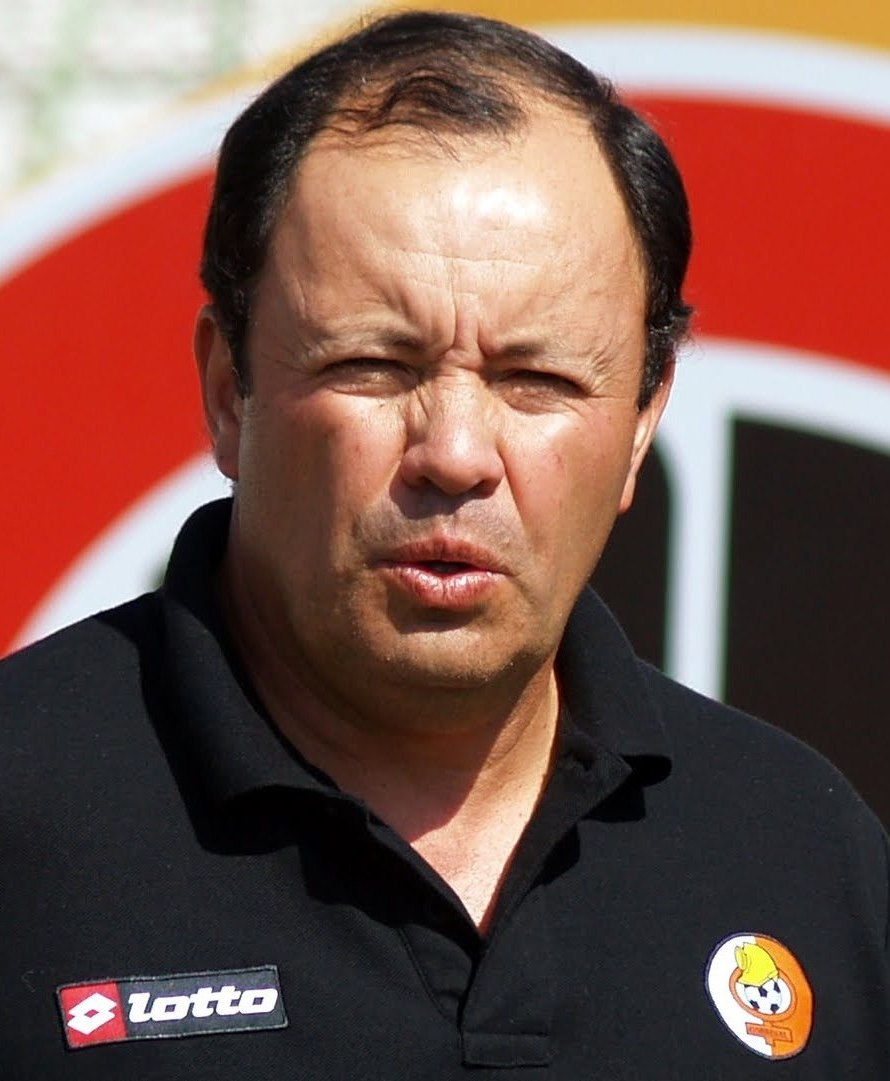
在阳光明媚的日子里眯着眼睛的男人

眯眼是指眼睛部分闭合時的狀態。 那些患有眼屈光不正的人可能最喜歡眯眼，當他们不戴眼镜時，眯眼有助于暂时改善他们的视力，因为它稍微改变了眼睛的形状，使其变得更圆，这有助于光线到达眼窝。
人们普遍认为，眯眼会使视力恶化。但是牛津大学眼科教授罗伯特·麦克拉伦予以否認，並表示长期眯眼可能造成的唯一伤害是由于面部肌肉的长期收缩會导致暂时性的頭痛。
眯眼也是一种常见的不自主反射，尤其是對於浅色眼睛的人來說，例如他們在阳光明媚的日子裡突然从黑暗的房间來到户外，之前眼睛已適應的光线突然变化时，瞇起眼睛可以避免眼睛疼痛或不适。

## “眯眯眼”与种族歧视
此外，瞇瞇眼可能會被一些人視為刻意醜化中國人等東亞人的种族歧视和刻板印象。